# نهائي كوبا ليبرتادوريس 1961
كانت نهائيات كوبا دي كامبيونيس دي أمريكا عام 1961 عبارة عن سلسلة كرة قدم بين بينارول وبالميراس في 4 يونيو و 11 يونيو من نفس العام. كانت هذه هي المباراة النهائية الثانية لأبرز مسابقة كرة قدم في أمريكا الجنوبية ، كوبا دي كامبيونيس (المعروفة لاحقًا باسم كوبا ليبرتادوريس). ظهر حامل اللقب بينارول في المباراة النهائية الثانية على التوالي، في حين كان بالميراس يسعى للفوز بالبطولة للمرة الأولى. وصل كلا المتأهلين إلى النهائي بسهولة نسبية حيث فاز كل منهما بثلاث من مبارياته الأربع.
احتاج كل فريق للفوز بسلسلتين جماعتين للوصول إلى النهائي. كانت انتصارات بينارول من جانب واحد بشكل لا يصدق، حيث تم تسوية كل منها بشكل فعال في مباراة الذهاب، حيث تغلبوا على يونيفرسيتاريو البيرو 5-0 في ذهاب مجموعتهم في ربع النهائي. حتى أن بينارول أرسل أوليمبيا في الدور قبل النهائي بصعوبة بسيطة حيث فاز في مباراتي السلسلة في مباراة العودة من نهائيات العام السابق. حقق بالميراس تقدمًا مريحًا مماثلًا: سجلوا تسعة أهداف بينما لم يتلقوا سوى ثلاثة أهداف بعد فوزه على إندبندينتي خارج أرضه وسحق إنديبندينتي سانتا في 4-1 على أرضه.
مثل النسخة السابقة ، سجل ألبرتو سبنسر هدفًا متأخرًا في مباراة الذهاب من النهائي ليمنح فريقه تقدمًا بسيطًا. عند الذهاب إلى ساو باولو ، سجل خوسيه ساسيا في أول دقيقتين من المباراة ليمنح بينارول لقبه الثاني على التوالي في المسابقة. أصبح هدف ساشيا أيضًا أسرع هدف يتم تسجيله في المباراة النهائية. من الغريب أن خوسيه لويس برادود أصبح الحكم الأول ، والوحيد حتى الآن ، الذي يدير كل من مباراتي السلسلة النهائية في هذه المسابقة. كما أدار مباراة الإياب في نهائي 1960.

## الفرق المتأهلة
| فريق     | الظهور في النهائيات السابقة |
| -------- | --------------------------- |
| بينارول  | 1960                        |
| بالميراس | -                           |